# Eupithecia rubellata
Eupithecia rubellata är en fjärilsart som beskrevs av Karl Dietze 1903. Eupithecia rubellata ingår i släktet Eupithecia och familjen mätare. Inga underarter finns listade i Catalogue of Life.